# Liste der Baudenkmale in Tessin bei Boizenburg
In der Liste der Baudenkmale in Tessin bei Boizenburg sind alle Baudenkmale der Gemeinde Tessin b. Boizenburg (Landkreis Ludwigslust-Parchim) und ihrer Ortsteile aufgelistet (Stand: Januar 2021).

## Tessin bei Boizenburg
| ID | Lage                  | Bezeichnung | Beschreibung | Bild |
| -- | --------------------- | ----------- | ------------ | ---- |
|    | Dorfstraße 4 (Karte)  | Hallenhaus  |              |      |
|    | Dorfstraße 5 (Karte)  | Hallenhaus  |              |      |
|    | Dorfstraße 15 (Karte) | Hallenhaus  |              |      |

## Quelle
- Denkmallisten des Landkreises Ludwigslust-Parchim (Stand: September 2021)

- Karte mit allen Koordinaten:
- OSM |
- WikiMap